# بطحيش يوكاتاني
بطحيش يوكاتاني (الاسم العلمي: Cyprinodon artifrons) (بالإنجليزية: Yucatan pupfish) هو نوع من الأسماك يتبع جنس البطحيش من الفصيلة البطحيشية.